# Al-Isawiyya
Al-Isawiyya (també Al-Isfahaniyya) fou un secta religiosa formada pels seguidors d'Abu-Issa al-Isfahaní (anomenat també Odadya i Obbedel), un jueu persa (d'Esfahan segons la seva nisba) que es va declarar nabí (profeta) o rassul (missatger o messies) tot i que això segon, estrictament, és considerat poc probable. La secta tenia diverses normes entre les quals la prohibició del divorci, beure vi i menjar carn i de qualsevol ésser animat. Tenia similituds amb les doctrines xiïtes però defensava molts punts de vista de les normes rabíniques.
La seva doctrina establia que Jesús i Mahoma eren verdaders profetes per als romans i els àrabs, al costat de Moisès per als jueus. No se sap quan es van manifestar els seus seguidors, ja que Al-Kirkisaní assenyala el regnat del califa Abd-al-Màlik ibn Marwan (685–705) i Aix-Xaraixtaní el de Marwan II ibn Muhàmmad (744–750). La segona sembla més probable.
Al segle x encara tenia uns quants seguidors a Damasc i a Esfahan.